# Khỉ đêm tay xám
Khỉ đêm tay xám (Danh pháp khoa học: Aotus griseimembra) là một loài khỉ đêm trước đây được coi là một phân loài của khỉ đêm bụng xám của họ khỉ đêm Aotidae, phạm vi của nó bao gồm các bộ phận của Colombia và Venezuela. Việc phân loại chính xác của các con khỉ đêm xám tay là không chắc chắn. Trong khi một số tác giả coi đó là một phân loài của khỉ đêm xám bụng, A. lemurinus, các tác giả khác coi đó là một loài riêng biệt, A. griseimembra.
Ở Colombia, phạm vi của nó bao gồm các phần phía bắc từ sông Sinú (hoặc có thể hơn nữa về phía đông) đến biên giới Venezuela, bao gồm Sierra Nevada de Santa Marta và sông Magdalena, Sông Cauca và thung lũng sông Sao Jorge. Tại Venezuela, nó được tìm thấy ở phía tây và phía nam của Maracaibo. Chúng được liệt kê là "dễ bị tổn thương" của Liên minh Bảo tồn Thiên nhiên Quốc tế (IUCN). Nó được cho là đang bị đe dọa đặc biệt ở Colombia. Đây là một phần do mất môi trường sống, mà còn vì nhiều người đã bị bắt trong những năm 1960 và 1970 để nghiên cứu bệnh sốt rét.

## Đặc điểm
Khỉ đêm tay xám là một loài khỉ cỡ nhỏ, con đực nặng khoảng 1.009 gram (35,6 oz) và con cái nặng khoảng 923 gram (32,6 oz). Nó có lớp lông ngắn và bện chặt chẽ. Các lông trên lưng khoảng từ nâu xám đến nâu đỏ. Bụng của chúng là màu vàng. Lông trên mặt sau của bàn tay và bàn chân là màu sắc của cà phê sáng với những mẹo tóc sẫm màu hơn, một tính năng phân biệt chủ yếu từ phân loài A. lemurinus khác.
Khỉ đêm xám tay là sống trên cây và là loài ăn đêm và các thành viên khác của chi Aotus là những con khỉ ăn đêm duy nhất. Những thí nghiệm trong phòng thí nghiệm chỉ ra mức độ thấp của hoạt động ngay cả trong điều kiện ánh sáng phù hợp với một thời điểm trăng tròn. Nó được tìm thấy trong một số loại rừng, bao gồm rừng trồng và cà phê, mặc dù một nghiên cứu chỉ ra một ưu đãi cho rừng là môi trường sống của chúng rất đa dạng. Nó sống trong các nhóm nhỏ từ hai đến sáu con khỉ, điển hình nhất là từ 2-4, bao gồm một cặp con đực và một trẻ sơ sinh và một số cá thể chưa thành niên.
Một nghiên cứu tìm thấy mật độ dân số 1,5 khỉ trên kilômét vuông, trong khi người khác tìm thấy mật độ 150 con khỉ trên kilômét vuông, con số thứ hai xảy ra ở một phần sót lại rừng mà đã phục vụ như là một nơi trú ẩn, có thể chiếm tỷ trọng rất cao. Chung đặc điểm với khỉ đêm khác, khỉ đêm xám tay là một trong số ít những con khỉ một vợ một chồng. Các cặp vợ một chồng thường sinh ra một con khỉ con duy nhất mỗi năm, mặc dù sinh đôi thỉnh thoảng xảy ra. Thời kỳ mang thai là khoảng 133 ngày. Con khỉ cha chăm trẻ sơ sinh từ khi nó là một hoặc hai ngày tuổi, đi qua nó để các mẹ cho con bú. Thời gian mang thai trung bình của khỉ mẹ là 271 ngày. 